# Deportes Magallanes
Deportes Magallanes (tidigare Club Deportivo Magallanes) är en chilensk fotbollsklubb från Santiago. Klubben grundades den 27 oktober 1897 som "Atlético Escuela Normal" och tog namnet Magallanes 1904. Klubben spelar i stadsdelen Maipú på Estadio Santiago Bueras, som tar 8 000 åskådare. Klubben hade fram till 2011 tagit 4 nationella mästerskap (Primera División), åren 1933, 1934, 1935 och 1938 - titeln 1933 innebar att Magallanes blev de första mästarna av Primera División. Klubben spelade i högstadivisionen nästan oavbrutet mellan 1933 (då högstadivisionen bildades) och 1975. Endast ett avbrott förekom, då man 1961 spelade i den näst högsta divisionen.
Under säsongen 2011 var klubben nära att vinna ytterligare en nationell titel när de tog sig till final i Copa Chile 2011 och mötte Universidad Católica i finalen och förlorade på straffar. Magallanes spelade i den näst högsta divisionen säsongen 2011 och slutade på en näst sista plats i den, vilket innebar att de klarade sig kvar i serien till nästa säsong (enbart det lägst placerade laget flyttades ner).

## Meriter
Per november 2011.
- Primera División de Chile
  - Vinnare (4): 1933, 1934, 1935, 1938
  - Tvåa (4): 1936, 1937, 1942, 1946
- Liguilla Pre-Libertadores
  - Vinnare (1): 1983/84
- Campeonato de Apertura
  - Vinnare (1): 1937
- Copa Chile
  - Tvåa (1): 2011